# Bwamba orthobunyavirus
Bwamba orthobunyavirus (BWAV) thuộc chi Orthobunyavirus và virus RNA Bunyavirales. BWAV có mặt ở phần lớn châu Phi, đặc hữu ở Mozambique, Tanzania và Uganda. Nó lây truyền sang người qua vết muỗi đốt và dẫn đến nhiễm trùng tổng quát lành tính với các triệu chứng đau đầu, phát ban da, tiêu chảy và đau khớp và kéo dài 4 đến 5 ngày. Vật chủ virus là chim, khỉ và lừa.

## Phân bố địa lý
Năm 1937, sốt Bwamba lần đầu tiên được công nhận là một bệnh lâm sàng khi các công nhân xây dựng đang thi công một con đường đến Quận Bwamba, Tây Uganda, ngày nay là Quận Bundibugyo, mắc bệnh. Sốt Bwamba có mặt nhiều nơi ở Châu Phi và các kháng thể của virut đã được tìm thấy "ở phía nam (Cộng hòa Nam Phi) và phía tây bắc (Gambia)". Sốt Bwamba là bệnh đặc hữu ở một số nước châu Phi, bao gồm Mozambique, Tanzania và Uganda, nơi virus này được phát hiện. Sự phân bố của virus khó phân vùng vì các triệu chứng tương đối nhẹ và thường bị nhầm lẫn với bệnh sốt rét.

## Lây lan
Bwamba orthobunyavirus truyền sang người qua vết muỗi đốt. Các vectơ truyền bệnh là Anophele gambiae và Anophele funestus.
Vật chủ là chim, khỉ và lừa. Đã tìm thấy có kháng thể chống lại vi rút Bwamba trên vật chủ.

## Bệnh ở người
Sốt Bwamba là một bệnh nhiễm trùng nặng, nhưng lành tính trong thời gian ngắn, thường chỉ kéo dài bốn đến năm ngày. Các triệu chứng bao gồm sốt, nhức đầu, đau khớp, đau cục bộ hoặc đau toàn thân. Không có trường hợp tử vong đã được ghi nhận cho đến nay. Bệnh lần đầu phát hiện vào những năm 40 của thế kỷ XX.